# Volker Kluge

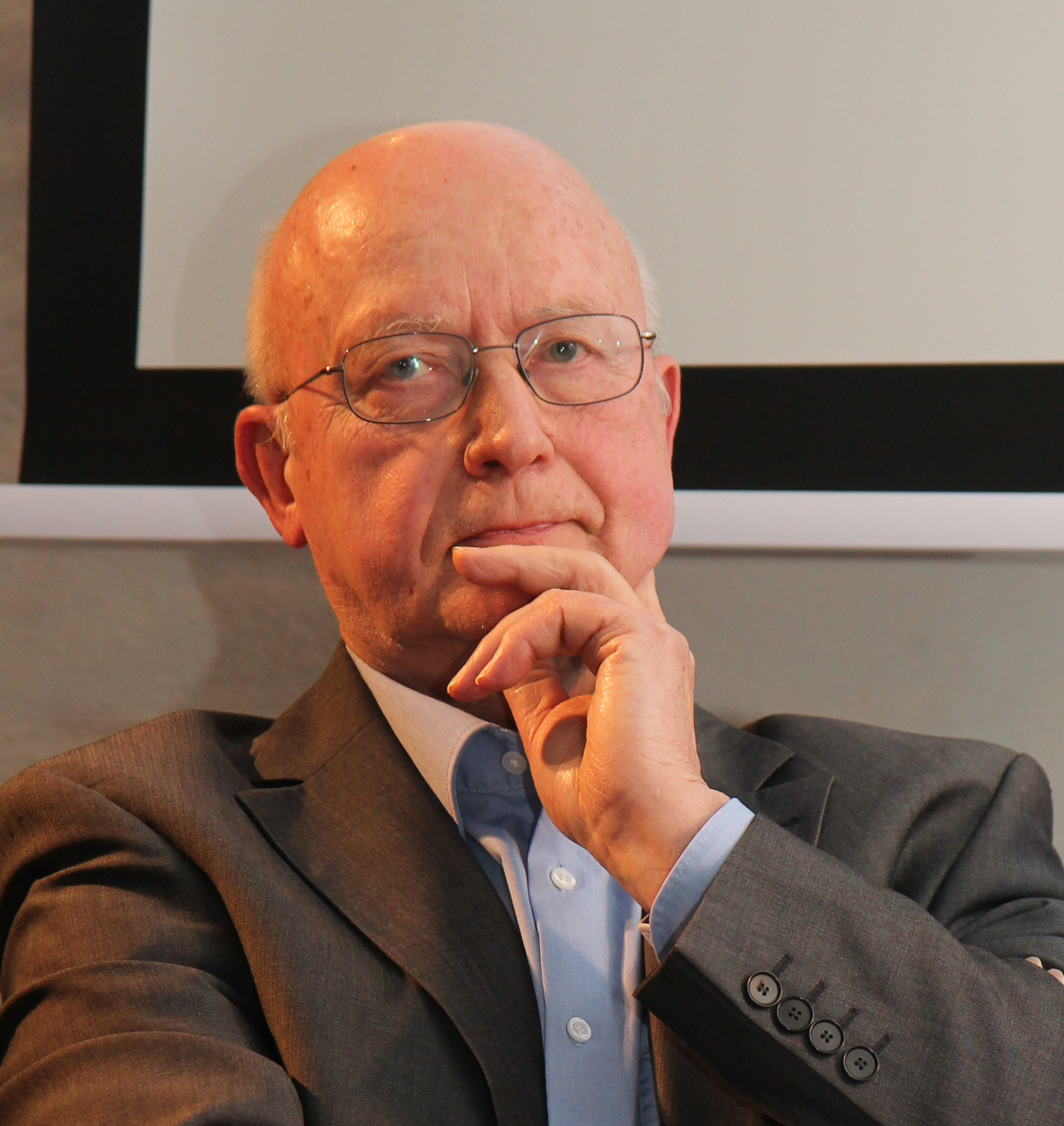
Volker Kluge (2018)

Volker Kluge (* 14. Oktober 1944 in Altenburg) ist ein deutscher Sportjournalist und ehemaliger Sportfunktionär in der Deutschen Demokratischen Republik.

## Leben
Volker Kluge studierte Journalistik und war dreizehn Jahre lang Leiter des Sportteils des FDJ-Zentralorgans Junge Welt. 1970 trat er in die Sozialistische Einheitspartei Deutschlands (SED) ein. Von 1971 bis 1989 organisierte er die Umfragen zur DDR-Sportlerwahl des Jahres. Von 1984 bis 1990 war Kluge Mitglied des Bundesvorstandes der DDR-Sportorganisation DTSB, von 1982 bis 1990 Pressechef des NOK der DDR und Mitglied des Präsidiums des NOK. 1990 bis 1993 war er persönliches Mitglied des deutschen NOK. Seit 1994 ist Volker Kluge selbstständig als Autor tätig.
1995 wurde bekannt, dass Kluge von 1980 bis 1989 als inoffizieller Mitarbeiter mit dem Decknamen „Frank“ bei der DDR-Staatssicherheit tätig war und unter anderem die Eiskunstläuferin Katarina Witt bespitzelte. Zum 40. Jahrestag der DDR 1989 wurde er mit der „Verdienstmedaille der Nationalen Volksarmee in Bronze“ ausgezeichnet.
Kluge erstellte Biographien für die Online-Datenbank Wer war wer in der DDR? der Bundesstiftung zur Aufarbeitung der SED-Diktatur zu Sportfunktionären, Medizinern, Trainern und Athleten. Die von Kluge erstellten Biographien unterschlugen die Doping- und Stasi-Vergangenheit der von ihm beschriebenen Personen teilweise. Der ehemalige Kugelstoßer und Opfer des staatlich verordneten Dopings im DDR-Leistungssport Andreas Krieger bezeichnete Kluge daraufhin als Geschichtsverfälscher.
Kluge ist seit 2016 der Chefredakteur des Journal of Olympic History, das von der International Society of Olympic Historians herausgegeben und vom Internationalen Olympischen Komitee finanziert wird.

## Schriften (Auswahl)
- (als Herausgeber) Die Olympischen Spiele von 1896–1976. Sportverlag, Berlin (DDR), 1977.
- Die Olympischen Spiele 1984, Sportverlag, Berlin (DDR) 1986, ISBN 3-328-00111-5.
- Olympische Winterspiele – Die Chronik, Sportverlag, Berlin 1994.
- Olympische Sommerspiele – Die Chronik. Vier Bände. Sportverlag, Berlin 1997, 1998, 2000, 2002.
- Meilenweit bis Marathon, Sportverlag, Berlin (DDR) 1987, Mitverfasser: Waldemar Cierpinski, ISBN 3-328-00182-4.
- Das große Lexikon der DDR-Sportler. Die 1000 erfolgreichsten und populärsten Sportlerinnen und Sportler aus der DDR, ihre Erfolge und Biographien. Schwarzkopf & Schwarzkopf, Berlin 2000, ISBN 3-89602-348-9.
- Otto der Seltsame Parthas, Berlin 2000, ISBN 3-932529-74-X.
- Das Sportbuch DDR, Eulenspiegel, Berlin 2004, ISBN 3-359-01495-2.
- Max Schmeling. Eine Biographie in 15 Runden, Aufbau, Berlin 2004, ISBN 3-351-02570-X.
- Lexikon Sportler in der DDR. Neues Leben, Berlin 2009, ISBN 978-3-355-01759-6.